# Чаба (хунски принц)
Принц Чаба (мађ. Csaba királyfi), према мађарској митологији, је био најмлађи син Атиле, краља Хуна. Жесток и вешт ратник, он је водио Хуне до победе у свим биткама на које су наилазили током свог живота. Он је легендарни вођа Секеља.

## Легенда
После Чабине смрти, Хуни нису имали ко да заузме његово место. Искористивши прилику, непријатељи Хуна кренули су у јуриш на Хунско краљевство. Док су се састајали на бојном пољу, непријатељски генерали су се ругали Хунима, говорећи „а ко ће вас спасти сада када Чабе нема?“ Али тек што су те речи изговорене, на ноћном небу се појави блистава стаза која се састоји од звезда и Чаба је с неба сишао на челу војске. Чаба и његова војска разбили су франачке освајаче и још једном спасили Хуне, и још три пута се враћао низ „Небески пут ратника“ да брани свој народ. Према неким верзијама легенде, поново је виђен неколико векова касније како води Арпада и Мађаре, који су братско племе Хуна, преко Карпата у земљу која је данас позната као Мађарска.
Сходно томе, каже се да је значење мађарског имена Чаба (Csaba - „Дар с неба” или „Поклон с неба”) изведено из ове легенде.
Шимон из Кезе и Марк из Калта тврдили су да је он био легендарни предак рода Аба, Марк је додатно тврдио да је био легендарни предак династије Арпад.

## Сећање

### Химна Секеља
У химни Секеља, чија је данашња верзија рођена у 20. веку, централно место заузима личност принца Чабе.
| Оригинално мађарски | Превод на српски језик |
| --- | --- |
| Ki tudja merre, merre visz a végzet Göröngyös úton, sötét éjjelen. Vezesd még egyszer győzelemre néped, Csaba királyfi csillagösvényen. | Ко зна где ће те судбина одвести На неравном путу, у тамној ноћи. Води још једном свој народ до победе, Принцу Чаба, звезданим путем. |

## Породично стабло
Према Летопису Хуна и Мађара Шимона из Кезе и Илустроване хронике Марка из Калте:
|  |  |  |  |                  |                  |                  |                  |                  |                  | Атила |  |  |  |  |  |         |         |         |         |         |         |  |  |  |  |  |  |
|  |  |  |  |                  |                  |                  |                  |                  |                  |       |  |  |  |  |  |         |         |         |         |         |         |  |  |  |  |  |  |
|  |  |  |  |                  |                  |                  |                  |                  |                  | Чаба  |  |  |  |  |  |         |         |         |         |         |         |  |  |  |  |  |  |
|  |  |  |  |                  |                  |                  |                  |                  |                  |       |  |  |  |  |  |         |         |         |         |         |         |  |  |  |  |  |  |
|  |  |  |  |                  |                  |                  |                  |                  |                  |       |  |  |  |  |  |         |         |         |         |         |         |  |  |  |  |  |  |
|  |  |  |  | Династија Арпада | Династија Арпада | Династија Арпада | Династија Арпада | Династија Арпада | Династија Арпада |       |  |  |  |  |  | Род Аба | Род Аба | Род Аба | Род Аба | Род Аба | Род Аба |  |  |  |  |  |  |

## Белешка
1. ↑  Анонимус, је повезао династију Арпад са Атилом, али није прецизирао од кога од Атилиних синова;[6] такође није повезао Ед(у), свог брата Едумена, њихове Аба потомке: нпр. Пата, Шамуел Аба итд. Атили; уместо тога он им је приписао куманско порекло.[7]